# Deutscher Radiopreis

Logo des Deutschen Radiopreises

Der Deutsche Radiopreis ist eine seit 2010 verliehene Auszeichnung für in Deutschland produzierte Hörfunkproduktionen und deren Macher. Laut den Statuten wird sie für Leistungen vergeben, „die in besonderer Weise durch ihre Qualität die Stärken und Möglichkeiten des Mediums vorführen und hervorheben und die damit auch beispielhaft wirken“.

## Stifter
Gestiftet wird der deutsche Radiopreis von den Hörfunkprogrammen der ARD, des Deutschlandradios und den Privatradios in Deutschland. Zu den Kooperationspartnern zählen das Grimme-Institut in Marl, die Freie und Hansestadt Hamburg, die Radiozentrale sowie die Radio-Vermarkter AS&S Radio GmbH und Radio Marketing Service. Die Federführung liegt beim Norddeutschen Rundfunk, NDR.

## Preisvergabe
Eine elfköpfige Jury wird vom Grimme-Institut berufen und besteht aus Journalisten, Programmchefs und Fachexperten. Sie ist sowohl für die drei Nominierungen in jeder Kategorie als auch für die Ermittlung der Preisträger zuständig. Sie vergibt Preise in zehn bis elf Kategorien (beste Moderatorin, bester Moderator, bester Newcomer, beste Morgensendung, beste Comedy, bestes Nachrichten- und Informationsformat, beste Reportage, bestes Interview, beste Programmaktion, beste Innovation, beste Sendung). Alle Preise sind undotierte Ehrenpreise. Der ebenfalls elfköpfige Beirat des Deutschen Radiopreises hat von 2010 bis 2014 einen „Sonderpreis für das Lebenswerk“ eines Radiomenschen und von 2010 bis 2016 einen „Sonderpreis Musik“ vergeben.

## Verleihung
Der Deutsche Radiopreis wird im Rahmen einer Galaveranstaltung verliehen, die live von öffentlich-rechtlichen und privaten Radiosendern sowie als Videostream im Internet übertragen wird. Die dritten Fernsehprogrammen der ARD senden sie zeitversetzt. 2010 bis 2016, 2018 und seit 2020 findet die Gala im „Schuppen 52“ im Hamburger Hafen statt, 2017 und 2019 war sie in der Elbphilharmonie. Moderiert wird die Veranstaltung seit 2011 von Barbara Schöneberger. Die erste Veranstaltung 2010 moderierte Katrin Müller-Hohenstein. Außerdem wird die Gala von zwei jährlich wechselnden Radiomoderatoren live kommentiert.

## Preisträger

### 2010
Die erstmalige Verleihung des Deutschen Radiopreises fand am 17. September 2010 im Schuppen 52 im Hamburger Hafen statt. Moderiert wurde die Gala von Katrin Müller-Hohenstein, flankiert im Radio von den Kommentatoren Susanka Bersin (bigFM) und Thomas Mohr (NDR 2).
In folgenden Kategorien wurde der Preis vergeben:
- Beste Moderation: Jochen Trus, 105’5 Spreeradio – Laudatio: Adel Tawil
- Beste Morgensendung: Der schöne Morgen, Radio Eins (RBB) – Laudatio: Lena Meyer-Landrut
- Beste Höreraktion (Einbeziehung der Zuhörer): Ganß nah dran – Spezial – das DDR-Experiment, Antenne Thüringen – Laudatio: Kim Fisher
- Beste Comedy: Neues vom Känguru, Fritz (RBB) – Laudatio: Thomas Hermanns
- Bestes Interview: WDR 2 Montalk für die Sendung am 3. Mai 2010, an die Moderatorin Christine Westermann, den Redakteur Ulrich Wollenweber und den Teamleiter Volker Hanebeck. – Laudatio: Maybrit Illner
- Beste Reportage: Letzte Fahrt ins Spielzeugland, Nordwestradio von Radio Bremen und NDR – Laudatio: Hans-Dietrich Genscher
- Beste Recherche: Bonga Boys. Global Village Stories, Koproduktion von WDR, SR, SWR, RBB, DLF – Laudatio: Stefan Aust
- Bestes Sportformat: WDR 2 Liga Live Bundesligakonferenz – Laudatio: Reiner Calmund
- Beste Musiksendung: Lange Nacht: Dir gehört mein Leben, Deutschlandradio Kultur – Laudatio: Stefanie Kloß
- Bestes Sounddesign: Electronic Musik Poems, sunshine live – Laudatio: Gesine Cukrowski
- Beste Innovation: Die Frage on3-radio  von on3-radio (BR) – Laudatio: Christine Neubauer

Daneben wurden vier Sonderpreise des Beirats verliehen:
- John Ment, Moderator von Radio Hamburg – Laudatio: Roman Knižka
- Antenne Bayern – Laudatio: Thomas Heinze
- das Hörfunkteam der ARD bei der Fußball-Weltmeisterschaft 2010 – Laudatio: Reinhold Beckmann
- Phil Collins – Laudatio: Wladimir Klitschko

### 2011
Die zweite Verleihung fand am 8. September 2011 wieder im Schuppen 52 im Hamburger Hafen statt. Gastgeberin war Moderatorin Barbara Schöneberger. Im Radio wurde die Gala von Sabine Beck (105’5 Spreeradio) und Thomas Mohr (NDR 2) kommentiert.
In folgenden Kategorien wurde der Preis vergeben:
- Beste Moderatorin: Sabine Heinrich, 1Live (WDR) – Laudatio: Barbara Schöneberger
- Bester Moderator: Volker Haidt, radio SAW mit radio SAW Muckefuck – Laudatio: Cosma Shiva Hagen
- Beste Morgensendung: SWR3 Die Morningshow, mit Michael Wirbitzky und Sascha Zeus – Laudatio: Désirée Nosbusch
- Beste Höreraktion (Einbeziehung der Zuhörer): planet project start up, planet radio – Laudatio: Söhne Mannheims
- Beste Comedy: Frühstück bei Stefanie von Andreas Altenburg und Harald Wehmeier, NDR 2 – Laudatio: Tim Mälzer
- Bestes Interview: Christina Weiss und Michael Merx, Radio 7, für ein Interview in der Radio 7-Chrissie Show – Laudatio: Susanne Holst
- Beste Reportage: Enis wünscht sich ein Schreibpult von Kathrin Erdmann, NDR Info – Laudatio: Giovanni di Lorenzo
- Bestes Nachrichtenformat: B5 aktuell, Bayerischer Rundfunk – Laudatio: Helmut Markwort
- Beste Sendung: Jenni Zylka zu Gast bei Peter Wawerzinek, WDR 3 von Jenni Zylka und Leslie Rosin – Laudatio: Bülent Ceylan
- Beste Innovation: 90elf – Dein Fußball-Radio Florian Fritsche und Christoph Kruse von 90elf  – Laudatio: Barbara Schöneberger

Daneben wurden zwei Sonderpreise des Beirats verliehen:
- Herbert Grönemeyer – Laudatio: Peter Lohmeyer
- Manfred Breuckmann – Laudatio: Waldemar Hartmann

### 2012
Die dritte Verleihung fand am 6. September 2012 im Schuppen 52 im Hamburger Hafen statt und wurde von Barbara Schöneberger moderiert. Die Übertragung wurde von Susanka Bersin (bigFM) und Andreas Kuhlage (N-JOY) live für alle Radiosender kommentiert.
In folgenden Kategorien wurde der Preis vergeben:
- Beste Moderatorin: Sina Peschke, LandesWelle Thüringen – Laudatio: Helmut Zierl
- Bester Moderator: Werner Reinke, hr1 – Laudatio: Johannes B. Kerner
- Beste Morgensendung: Ponik & Petersen – Der NDR 2 Morgen, mit Holger Ponik und Ilka Petersen – Laudatio: Christoph M. Ohrt
- Beste Programmaktion: Beethoven für Alle, Bettina Zacher und Stephan Heller von Klassik Radio – Laudatio: Der Graf
- Beste Comedy: Die Welt in 30 Sekunden von Jan Zerbst, radio ffn – Laudatio: Nicolette Krebitz
- Bestes Interview: Gisela Steinhauer und Gabriele Hufnagel-Mertens, WDR 2, für ein Interview der WDR 2 Sonntagsfragen – Laudatio: Thomas Osterkorn
- Beste Reportage: Muamar al Gaddafi: Aufstieg und Fall eines Despoten von Martin Durm, SWR 2 – Laudatio: Richard von Weizsäcker
- Bestes Nachrichtenformat: Der Tag in Rheinland-Pfalz, RPR1, mit Jens Baumgart und Patrik Buchmüller – Laudatio: Caren Miosga
- Beste Sendung: The crazy never die – Die Lange Nacht über Hunter S. Thompson, Deutschlandradio Kultur von Monika Künzel und Tom Noga – Laudatio: Christoph Sieber
- Beste Innovation: Christian Bollert und Marcus Engert von detektor.fm mit CrowdRadio – Laudatio: Robbie Williams

Daneben wurden zwei Sonderpreise des Beirats verliehen:
- Udo Lindenberg – Laudatio: Frank Elstner
- Arno Müller – Laudatio: Günther Maria Halmer

### 2013
Schauplatz der vierten Verleihung des deutschen Radiopreises war am 5. September 2013 wie in den vergangenen Jahren das Eventcenter Schuppen 52 im Hamburger Hafen. Barbara Schöneberger moderierte die Preisverleihung. Im Radio begleiteten live Sina Peschke (LandesWelle Thüringen) und Andreas Kuhlage (N-JOY) die Veranstaltung.
In folgenden Kategorien wurde der Preis vergeben:
- Bestes Interview: Emily Kavanaugh und Johannes Sassenroth von You FM (HR) – Laudatio: Helmut Thoma
- Beste Moderatorin: Wenke Weber von Antenne Niedersachsen – Laudatio: Wolfgang Niedecken
- Bester Moderator: Volker Wieprecht von radioeins (RBB) – Laudatio: Bettina Zimmermann
- Beste Innovation: SWR3 und DASDING (SWR) mit News for Natives, Edgar Heinz und Christoph Ebner – Laudatio: Paul van Dyk
- Beste Morgensendung: Die Radio Hamburg Morning-Show, Horst Hoof und John Ment von Radio Hamburg – Laudatio: Ralf Schmitz
- Beste Reportage: MDR INFO mit Typisch Polen, Andreas Herrler und Michael Kaste – Laudatio: Patricia Riekel
- Beste Comedy: Ungefragt Nachgefragt – Deutschlands geheimstes Radioquiz, Olaf Heyden alias Jürgen Kerbel von 104.6 RTL  – Laudatio: Anna Maria Mühe
- Beste Nachrichtensendung: Der NDR 2 Kurier, Carsten Schmiester und Petra Sander von NDR 2 – Laudatio: Thomas Roth
- Beste Sendung: Antenne Bayern mit Die jungen Wilden, Kristina Hartmann und Andreas Christl – Laudatio: Campino
- Beste Programmaktion: HIT RADIO FFH mit dem Wolkenkratzer-Festival 2013, Geraldine Pfeffer und Hans-Dieter Hillmoth – Laudatio: Sonya Kraus

Daneben wurden zwei Sonderpreise des Beirats verliehen:
- Hans-Peter Stockinger, SWF3 – Laudatio: Frank Plasberg
- Die Toten Hosen – Laudatio: Matthias Opdenhövel

### 2014
Am 4. September 2014 führte Barbara Schöneberger durch die fünfte Verleihung im Schuppen 52 im Hamburger Hafen. Sina Peschke (LandesWelle Thüringen) und Andreas Kuhlage (N-JOY) kommentierten die Show wie im vergangenen Jahr live im Radio.
In folgenden Kategorien wurde der Preis vergeben:
- Bestes Interview: Thorsten Otto und Julia Liebing von Bayern 3 (BR) – Laudatio: Christiane Paul
- Beste Moderatorin: Diane Hielscher von FluxFM – Laudatio: Herbert Knaup
- Bester Moderator: Kristian Thees von SWR3 – Laudatio: Maria Schrader
- Beste Innovation: KiRaKa und Funkhaus Europa mit Kelebek im Konzert – Kelebek Konserde, Tuba Tunçak und Mirjam von Jarzebowski  – Laudatio: Rüdiger Grube
- Beste Morgensendung: Arno und die Morgencrew – Berlins lustigste Morgensendung, Katja Desens und Arno Müller von 104.6 RTL – Laudatio: Wolfgang Trepper
- Beste Reportage: MDR Sputnik mit Land unter Suchtdruck, Karoline Scheer und Gerald Perschke – Laudatio: Kai Diekmann
- Beste Comedy: Günther, der Treckerfahrer, Dietmar Wischmeyer von radio ffn – Laudatio: Miriam Pielhau
- Beste Nachrichtensendung: Nachrichten für dich – Les infos pour toi, Boris Theobald und Christian Langhorst von SR 1 Europawelle – Laudatio: Linda Zervakis
- Beste Sendung: N-JOY (NDR) mit Kanzlercheck, Nina Zimmermann und André Steins – Laudatio: Georg Mascolo
- Beste Programmaktion: Hitradio Ohr mit der Buchstabenjagd zur 1. Ortenauer Kreisputzete, Claudia Roggisch und Yannick Steffen – Laudatio: Jan Delay

Daneben wurden zwei Sonderpreise des Beirats verliehen:
- Helmut Markwort – Laudatio: Georg Kofler
- Die Fantastischen Vier – Laudatio: Armin Rohde

### 2015
Am 3. September 2015 führte zum fünften Mal in Folge Barbara Schöneberger durch die sechste Preisverleihung im Schuppen 52 im Hamburger Hafen. Horst Hoof (Radio Hamburg) und Elke Wiswedel (NDR 2) kommentierten die Gala live im Radio.
In folgenden Kategorien wurde der Preis vergeben:
- Bestes Interview: Michael Kohtes und Adrian Winkler, Zeichen & Wunder. Das WDR-Literaturgespräch, WDR 3 – Laudatio: Cordula Stratmann
- Beste Moderatorin: Siham El-Maimouni, Süpermercado, Funkhaus Europa – Laudatio: Alexander Bommes
- Bester Moderator: Thorsten Schorn, 1LIVE die Schorn Show, 1LIVE (WDR) – Laudatio: Johanna Wokalek
- Beste Innovation: Matthias Pfaff und Marco Brandt, PSR.likemee: Die mehrPSR App, Radio PSR – Laudatio: Oliver Wnuk
- Beste Morgenshow: Andreas Kuhlage und Jens Hardeland, Die N-JOY Morningshow, N-JOY (NDR) – Laudatio: Max von Thun
- Beste Reportage: Toni Schmitt und Yvonne Fricke, Schlepperbanden – Menschenleben werden Ware, 105’5 Spreeradio – Laudatio: Heiner Geißler
- Beste Comedy: Philipp Volksmund (Schmid) und Jochen Drechsler, Prenzlauer Berg News, 98.8 Kiss FM – Laudatio: Miroslav Nemec
- Bestes Nachrichten- und Informationsformat: Katharina Jansen und Gregor Glöckner, SWR3-Report: Jung – schnell – tot, SWR3 – Laudatio: Iris Berben
- Beste Sendung: Stefan Schwabeneder und Stefan Kreutzer, Die Stefans, Bayern 3 (BR) – Laudatio: Rea Garvey
- Beste Programmaktion: Nina Siegers und Ron Perduss, Der Sonderzug nach Pankow, Radio Berlin 88,8 – Laudatio: Atze Schröder
- Bester Newcomer: Julia Bamberg, radio ffn – Laudatio: Sandra Maischberger

Daneben wurde ein Sonderpreis des Beirats verliehen:
- a-ha – Laudatio: Jörg Pilawa

### 2016
Die siebte Preisverleihung fand am 6. Oktober 2016 im Schuppen 52 im Hamburger Hafen statt und wurde von Barbara Schöneberger moderiert. Horst Hoof (Hit Radio FFH) und Elke Wiswedel (NDR 2) kommentierten erneut die Gala live im Radio.
In folgenden Kategorien wurde der Preis vergeben:
- Bestes Interview: Steffi Neu und Vera Laudahn, WDR 2 MonTalk mit Thomas Gottschalk, WDR 2 – Laudatio: Dunja Hayali
- Beste Moderatorin: Simone Panteleit, Unsere 5 für Berlin, Berliner Rundfunk 91.4 – Laudatio: The BossHoss
- Bester Moderator: Jascha Habeck, Primetime, hr-iNFO – Laudatio: Anne Will
- Beste Innovation: Stefanie Schäfer und Simon Dreidoppel, Sido – Die Wiese vor dem Reichstag, DASDING (SWR) – Laudatio: Bärbel Schäfer
- Beste Morgensendung: Arno Müller und Katja Desens, Arno & die Morgencrew – Berlins lustigste Morgensendung, 104.6 RTL Berlins Hit-Radio – Laudatio: Rüdiger Hoffmann
- Beste Reportage: Dominik Schottner, Danke. Ciao!, DRadio Wissen – Laudatio: Natalia Wörner
- Beste Comedy: Steffen Lukas und Henry Nowak, Die RADIO PSR Sachsensongs, Radio PSR – Laudatio: Sebastian Fitzek
- Bestes Nachrichten- und Informationsformat: Benedikt Strunz und Adrian Feuerbacher, Panama Papers, NDR Info – Laudatio: Günther Oettinger
- Beste Sendung: Hans Blomberg, Die Hans Blomberg Show, RTL – Deutschlands Hit-Radio – Laudatio: Anneke Kim Sarnau
- Beste Programmaktion: Marzel Becker, Torsten Engel, Norbert Grundei, Christian Gilly, Maren Bockholdt, Ralph Eichmann, Anna-Lena Ehle und Hannes Erdmann, Hamburger Radiobündnis gegen Fremdenhass – für Toleranz und Mitmenschlichkeit, Radio Hamburg, HAMBURG ZWEI, alsterradio rock ’n pop, NDR 2, NDR 90,3, N-JOY (NDR), 917XFM und Energy Hamburg – Laudatio: Steffen Hallaschka
- Bester Newcomer: Carolin Kuhn, 105’5 Spreeradio – Laudatio: Marco Schreyl

Daneben wurde ein Sonderpreis des Beirats verliehen:
- Sting – Laudatio: Barbara Schöneberger

### 2017
Die achte Preisverleihung fand am 7. September 2017 in der Elbphilharmonie in Hamburg statt und wurde von Barbara Schöneberger moderiert. Florian Weiss (Antenne Bayern) und Elke Wiswedel (NDR 2) kommentierten die Gala live im Radio.
In folgenden Kategorien wurde der Preis vergeben:
- Bestes Interview: Gabi Fischer und Manuela Brenzinger, Die Blaue Couch, Bayern 1 (BR) – Laudatio: Michael Otto
- Beste Moderatorin: Gerlinde Jänicke, Gerlinde Jänicke and friends, 94,3 rs2 – Laudatio: Michael Mittermeier
- Bester Moderator: Wolfgang Leikermoser, Guten Morgen Bayern, Antenne Bayern – Laudatio: Toni Garrn
- Beste Innovation: Johannes Ott und Matthias Ulrich, Das Gong 96.3 S-Bahn Casting. Deine zwei Stationen Ruhm, Radio Gong 96.3 – Laudatio: Johannes Oerding
- Beste Morgensendung: John Ment, Birgit Hahn und André Kuhnert, Mission Aufstehen! Die Radio Hamburg Morningshow, Radio Hamburg – Laudatio: Jan Josef Liefers
- Beste Reportage: Susann Krieger, Gedoptes Gold – Wie aus Heidi Andreas wurde, MDR Kultur – Laudatio: Günther Jauch
- Beste Comedy: Dirk Haberkorn und Boris Meinzer, Comedykeller, Hit Radio FFH – Laudatio: Gloria von Thurn und Taxis
- Bestes Nachrichten- und Informationsformat: Carsten Kock, Politik am Sonntag, R.SH – Laudatio: Jens Weidmann
- Beste Sendung: Alina Faltermayr und Britta Steffenhagen, radioeins Radio Show, radioeins (RBB) – Laudatio: Peter Maffay
- Beste Programmaktion: Melanie Fuchs und Philipp Goewe, Kopf hoch. Das Handy kann warten, N-JOY (NDR) – Laudatio: Maria Höfl-Riesch
- Bester Newcomer: Henriette Fee Grützner, RADIO PSR deckt auf: Unglaubliche Geschichten aus Sachsen, Radio PSR – Laudatio: Benno Fürmann

### 2018
Die neunte Preisverleihung fand am 6. September 2018 im Schuppen 52 im Hamburger Hafen statt und wurde von Barbara Schöneberger moderiert. Stefan Meixner (Antenne Bayern) und Nina Zimmermann (N-JOY) kommentierten die Gala live im Radio.
In folgenden Kategorien wurde der Preis vergeben:
- Bestes Interview: Kristin Hunfeld, Bremen Zwei (RB) – Laudatio: Esther Schweins
- Beste Moderatorin: Kaya Laß, Mehr Musik bei der Arbeit, Antenne Niedersachsen – Laudatio: Ingo Zamperoni
- Bester Moderator: Philipp Schmid, Klassisch in den Tag, NDR Kultur (NDR) – Laudatio: Mareile Höppner
- Beste Innovation: Norbert Grundei und Mirko Marquardt, Das N-JOY Night Lab, N-JOY (NDR) – Laudatio: Jasmin Tabatabai
- Beste Morgensendung: Simone Panteleit und Ron Perduss, Unser Team für Berlin, Berliner Rundfunk 91.4 – Laudatio: Matze Knop
- Beste Reportage: Philipp Eckstein und Benedikt Strunz, Paradise Papers, NDR Info (NDR) – Laudatio: Julia Becker
- Beste Comedy: Dietmar Simon und Buddy Ogün, Die Radio Hamburg NEWSSHOW, Radio Hamburg – Laudatio: Heikko Deutschmann
- Bestes Nachrichten- und Informationsformat: Johannes Ott, Gong 96.3 Erste Hilfe Crash Kurs, Radio Gong 96.3 – Laudatio: Norbert Blüm
- Beste Sendung: Tim Kehl und Patrizia Schlosser, Im Untergrund, Flux FM – Laudatio: Max Giesinger
- Beste Programmaktion: Momo Faltlhauser und Karen Schmied, Fritz Abbechern – Kampf den Pappbechern, Fritz (RBB) – Laudatio:  Laura Ludwig und Kira Walkenhorst
- Bester Newcomer: Helena Daehler, Berliner Rundfunk 91.4 – Laudatio: Johannes Strate

### 2019
Die zehnte Preisverleihung fand am 25. September 2019 in der Elbphilharmonie in Hamburg statt und wurde von Barbara Schöneberger moderiert. Birgit Hahn (Radio Hamburg) und Sebastian Winkler (Bayern 3) kommentierten die Gala live im Radio.
In folgenden Kategorien wurde der Preis vergeben:
- Bestes Interview: Mario Neumann und Nicole Ritterbusch, Gesprächszeit, Bremen Zwei (RB) – Laudatio: Dörte Hansen
- Beste Moderatorin: Carmen Schmalfeldt, Radio Leverkusen am Morgen, Radio Leverkusen – Laudatio: Jörg Schüttauf
- Bester Moderator: Steffen Lukas, Die Steffen Lukas Show, Radio PSR – Laudatio: Jörg Schüttauf
- Beste Innovation: Marc Haberland und Vivian Pickelmann, SWOP, 104.6 RTL – Laudatio: Andrea Sawatzki
- Beste Morgensendung: Andreas Kuhlage und Jens Hardeland, Die N-Joy Morningshow, N-Joy (NDR) – Laudatio: Sönke Wortmann
- Beste Reportage: Holger Senzel, Unter Schlamm begraben – Spurensuche in Petobo, NDR Info (NDR) – Laudatio: Marietta Slomka
- Beste Comedy: Dirk Haberkorn und Boris Meinzer, Achtung Alexa, Hit Radio FFH – Laudatio: Mark Forster
- Bestes Nachrichten- und Informationsformat: Ilka Knigge und Thilo Jahn, Update, Deutschlandfunk Nova – Laudatio: Julia Jäkel
- Beste Sendung: Ralf Laskowski und Lennart Hemme, Deutschlands tiefste Morgensendung, Radio Emscher Lippe – Laudatio: Florian Lukas
- Beste Programmaktion: Johannes Ott und Mike Thiel, Gong 96.3 Team Taxi, Radio Gong 96.3 – Laudatio: Dominic Raacke
- Bester Newcomer: Roger Rekless, Bayern 3 Spätschicht präsentiert von Puls, Puls (BR) – Laudatio: Nazan Eckes
- Bester Podcast: Ralf Zinnow und Christoph Lemmer, Geheimakte Peggy, Antenne Bayern – Laudatio: Frank Thelen

### 2020
Die elfte Preisverleihung fand am 10. September 2020 im Schuppen 52 im Hamburger Hafen statt und wurde von Barbara Schöneberger moderiert. Thorsten Schorn (WDR 2) kommentierte die Gala live im Radio.
In folgenden Kategorien wurde der Preis vergeben:
- Bestes Interview: Philipp May, Informationen am Morgen, Deutschlandfunk – Laudatio: Christian Sievers
- Beste Moderation: Sinah Donhauser, Radio Hochstift – Laudatio: Bülent Ceylan
- Beste Innovation am Morgen: Vince Schuster und Dennis Strobel, Energy Hood Hop, Energy Stuttgart – Laudatio: Malaika Mihambo
- Beste Reportage: Kornelia Kirchner, Der 9. November 1989 – Protokoll eines historischen Tages, MDR Aktuell (MDR) – Laudatio: Anna Loos
- Beste Comedy: Parshad Esmaeili, Frag Parshi, Planet Radio – Laudatio: Ulrike Folkerts
- Bestes Nachrichten- und Informationsformat: Barbara Kostolnik und Steffen Jenter, Thema des Tages: Viele bunte Nullen, B5 aktuell (BR) – Laudatio: Dirk Steffens
- Beste Sendung: Sandra Gern, Chelsea Hotel, egoFM – Laudatio: Volker Bruch
- Beste Programmaktion: Yvonne Fricke und Nicole von Wagner, 105’5 Spreeradio kämpft für Berliner Vereine, 105’5 Spreeradio – Laudatio: Sara Nuru
- Beste Newcomerin: Anh Tran, Heimat tut weh, Deutschlandfunk – Laudatio: Falco Punch
- Bester Podcast: Doreen Strasdas und Bastian Berbner, Hundertachtzig Grad – Geschichten gegen den Hass., NDR Info (NDR) – Laudatio: Philipp Westermeyer

Daneben wurde ein Sonderpreis des Beirats verliehen:
- Christian Drosten – Laudatio: Stephan Schmitter

### 2021
Die zwölfte Preisverleihung fand am 2. September 2021 im Schuppen 52 im Hamburger Hafen statt und wurde von Barbara Schöneberger moderiert. Thorsten Schorn (WDR 2) kommentierte die Gala live im Radio.
In folgenden Kategorien wurde der Preis vergeben:
- Bestes Interview: Carmen Schmalfeldt, Rassismus-Bullshit-Bingo, Radio Leverkusen – Laudatio: Tommi Schmitt
- Beste Moderatorin: Sümeyra Kaya, COSMO (WDR) – Laudatio: Christoph Maria Herbst
- Beste Morgensendung: Steffen Lukas und Claudia Switala, Die Steffen Lukas-Show, Radio PSR – Laudatio: Judith Williams
- Beste Reportage: Jens Schellhass und Tobias Nagorny, Herrn Nickels Schuhe – Eine Reise ans Ende des Lebens, Bremen Zwei (RB) – Laudatio: Marcel Reif
- Beste Comedy: Martin Gottschild und Jürgen König, Gottis Corona Tagebuch, Radio Eins (rbb) – Laudatio: Reiner Schöne
- Bestes Informationsformat: Carolin Wöhlert und Gina Thoneick, N-JOY Weltweit, N-Joy (NDR) – Laudatio: Antonia Rados
- Beste Sendung: Tobias Prager und Marcus Fahn, 100 Jahre Radio – eine Zeitreise ins Jahr 1920, Bayern 1 (BR) – Laudatio: Boris Herrmann
- Beste Programmaktion: Florian Federiconi, Zusammen sind wir bunt, Toggo Radio – Laudatio: Enissa Amani
- Beste Newcomerin: Gloria Grünwald, egoFM Netz am Freitag, egoFM – Laudatio: Tahnee
- Bester Podcast: Ina Lebedjew und Stephan Ziegert, Zurück zum Thema, detektor.fm – Laudatio: Tarek Müller

Daneben wurde ein Sonderpreis des Beirats verliehen:
- Radio Wuppertal – Laudatio: Valerie Weber

### 2022
Die 13. Preisverleihung fand am 8. September 2022 im Schuppen 52 im Hamburger Hafen statt und wurde von Barbara Schöneberger moderiert. Thorsten Schorn (WDR 2) kommentierte die Gala live im Radio.
In folgenden Kategorien wurde der Preis vergeben:
- Bestes Interview: Nabil Atassi, SWR1 Baden-Württemberg (SWR) – Laudatio: Fränzi Kühne
- Beste Moderatorin: Martina Schönherr, N-Joy Mittag, N-Joy (NDR) – Laudatio: Karoline Herfurth
- Beste Morgensendung: Vanessa Civiello und Florian Ambrosius, Euer Morgen – Aufstehen & Aufdrehen, Toggo Radio – Laudatio: Albrecht Schuch
- Beste Reportage: Caroline Uhl und Linda Grotholt, Hyperfund und der Traum vom großen Geld, SR 3 Saarlandwelle (SR) – Laudatio: Roland Kaiser
- Beste Comedy: Fabian Kapfer, What The Fabi?!, bigFM – Laudatio: Victoria Swarovski
- Bestes Informationsformat: Gloria Grünwald und Fred Schreiber, egoFM Reflex – Holt dich raus aus deiner Filterblase, egoFM – Laudatio: Alice Hasters
- Beste Sendung: Beate Sampson, Roland Spiegel, Ulrich Habersetzer, Jazztime: Hören wir gutes und reden wir drüber – Volume 7, BR-Klassik (BR) – Laudatio: Mathias Mester
- Beste Programmaktion: Johannes Ott und Mike Thiel, München hilft, Radio Gong 96.3 – Laudatio: Felix von der Laden
- Beste Newcomerin: Franziska Hoppen, rbb24 Inforadio – Laudatio: Carlo von Tiedemann

### 2023
Die 14. Preisverleihung fand am 7. September 2023 im Stage Theater Neue Flora in Hamburg statt und wurde von Katrin Bauerfeind moderiert. Thorsten Schorn (WDR 2) kommentierte die Gala live im Radio.
In folgenden Kategorien wurde der Preis vergeben:
- Bestes Interview: Sabrina Gander, Sabrina trifft …, Donau 3 FM – Laudatio: Michael Kessler
- Bester Moderator: Maurice Moore, bigFM – Laudatio: Christine Urspruch
- Beste Morgensendung: Simone Panteleit und Team, Berliner Rundfunk 91.4 – Laudatio: Aminata Belli
- Beste Reportage: Steen Lorenzen und Stephan Ziegert, Teurer Wohnen, detektor.fm und radioeins (rbb) – Laudatio: Sebastian Fitzek
- Bestes Entertainment: Tobias Brodowy, Grüße aus der Zukunft, WDR 5 (WDR) – Laudatio: Anja Reschke
- Bestes Informationsformat: Eva Deinert und Yvonne Maier, radioWissen – Die Olympia-Protokolle, Bayern 2 (BR) – Laudatio: Elke Büdenbender
- Beste Sendung: Jochen Burchard und Larissa Sobral, Live aus der JVA Oslebshausen, Bremen Next (Radio Bremen) – Laudatio: Kamrad
- Beste Programmaktion: Wir haben Depressionen, Radio Hochstift – Laudatio: Kristina Vogel
- Beste Newcomerin: Isabelle Ihden, Radio Teddy – Laudatio: Oliver Kalkofe
- Bestes Musikformat: N-JOY Reeperbus, N-Joy (NDR) – Laudatio: Peter Urban

### 2024
Die 15. Preisverleihung fand am 5. September 2024 im Stage Theater Neue Flora in Hamburg statt und wurde von Katrin Bauerfeind moderiert. Thorsten Schorn (WDR 2) kommentierte die Gala live im Radio.
In folgenden Kategorien wurde der Preis vergeben:
- Bestes Interview: Frank Bremser und Fabian Pede, R.SH Küsten-Köppe mit Frank Bremser!, R.SH – Laudatio: Andreas Wellinger
- Bester Moderator: Gianluca Meli, Gianluca LIVE – Italienisch für Anfänger, 98.8 Kiss FM – Laudatio: Sophie Passmann
- Beste Morgensendung: Kerstin Hermes und Julia Menger, Der Schöne Morgen, radioeins (rbb) – Laudatio: Steven Gätjen
- Beste Reportage: Miriam von Przewoski, Antonia Märzhäuser, Borhan Akid, Carolin Bredendiek, Stefanie Delfs und Jan Koch, CUT – Das Silvester, das uns verfolgt, COSMO (WDR) – Laudatio: Sigrid Nikutta
- Bestes Entertainment: Andreas Altenburg, Die Kur-Oase, NDR 2 (NDR) – Laudatio: Parshad Esmaeili
- Bestes Informationsformat: Paula Lochte und Andrea Bräu, radioWissen: Paula sucht Paula – Vergessene Heldin im Hitlerputsch?, Bayern 2 (BR) – Laudatio: Denis Scheck
- Beste Sendung: Jana Magdanz und Andreas Blendin, Wenn der Tod allgegenwärtig ist: Im Kinderhospiz, MausLive und WDR 5 (WDR) – Laudatio: Dirk Steffens
- Beste Programmaktion: Pit Kröger und Grit Thümmel, Realtalk: Mobbing, Bremen Next (Radio Bremen) – Laudatio: Tobias Krell
- Beste Newcomerin: Filiz de Campos Oliveira, bigFM – Laudatio: Peter Stockinger
- Bestes Musikformat: Nicole von Wagner und Jochen Trus, Ein Song und meine Geschichte, 105’5 Spreeradio – Laudatio: Beatrice Egli

### 2025
Die 16. Preisverleihung soll am 11. September 2025 im Stage Theater Neue Flora in Hamburg stattfinden und von Katrin Bauerfeind moderiert werden. Thorsten Schorn (WDR 2) soll die Gala live im Radio kommentieren.